# يوثيديموس (حوار)
يوثيديموس (باليونانية: Εὐθύδημος)‏ حوار من تأليف الفيلسوف اليوناني أفلاطون وهو يعود إلى الفترة المبكرة من مسيرته. ويصور المحتوى محادثة وهمية بين سقراط معلم أفلاطون مع يوثيديموس السفسطائي، والذي سمي عليه الحوار، وشقيقه ديونيسودوروس، وكتيسيبوس صديق سقراط والشاب كلينياس.
الموضوع الأساسي هو فن المناظرات والجدل لدي السفسطائيين وعلاقته بالفلسفة. بناء على طلب من سقراط يبدأ يوثيديموس وديونيسودوروس بناء على مغالطات المناظرات الجدلية. الهدف من الحوار ليس إيجاد الحقيقة، بل الانتصار على الخصم وتفنيد وجهات نظره بأي وسيلة. الخطاب الجدلي يعني الكفاح؛ وهو يتناقض مع البحث الفلسفي عن الحقيقة لدى سقراط، والذي يبحث عن المعرفة.
يؤدي الحوار إلى معضلة، وهي حالة يبدو ميئوسا منها: حيث يكشف أن الجدل غير صالح، ولكن هذا غير ممكن في الوقت الحاضر، وقرر وضع بديل فلسفي متماسك. والطريق إلى مثل هذا البديل سيكون واضحا أكثر.
في الأبحاث الحديثة، يتم التأكيد على الجانب المرح والفكاهي من العمل ويتم تقديره لبراعته الأدبية. أما المسألة الأخرى حول مدى رغبة أفلاطون لطرح المسائل الفلسفية الجدية، وفإن الإجابة تكون مختلف. في تاريخ الفلسفة فإن الحوار مهم كمصدر في التاريخ حول المنطق لدى القدماء. وهو أيضا أقدم عمل باقي يمثل البروتريبتيكا، وهي مقدمة في الفلسفة، كموضوع رئيسي.